# GameHouse
GameHouse es una empresa productora de juegos, subsidiaria de RealNetworks, que se sitúa en Seattle, Washington, EE. UU.. Es una de las empresas que distribuye más juegos en todo el mundo, con cerca de 200 juegos, y también una de las más antiguas.

## Historia
GameHouse fue fundada en 1999, y es una de las empresas de juegos más antiguas. Al cabo de un tiempo, se preparó para lanzar su juego piloto, Collapse, al mercado. Este causó sensación, y es muy popular en todo el mundo desde 1999. La producción de juegos de GameHouse se pausó el 2000 entero. El 31 de agosto del 2001, lanzaron su segundo juego, Bounce Out!. Este fue aún más popular. Desde entonces, continuaron lanzando más juegos, hasta que el 15 de agosto del 2003, GameHouse anuncia que empezará a promocionar los juegos casuales, lo que significó la puesta en marcha de la promoción de juegos no propios de la empresa, y el mismo día, lanzó en su sitio web el primer juego que era de una empresa menor: Gutterball. En 2004, fue adquirida por RealNetworks. La empresa tenía propuesto pasar GameHouse a su firma de juegos, RealArcade, pero GameHouse era tan popular, que RealNetworks no pudo pasarla, y la hizo una empresa subsidiaria. Hoy en día, GameHouse, es una firma propia de RealNetworks.

## Juegos

### Juegos de GameHouse
Al menos, la mayoría de estos juegos tiene la banda Super en sus nombres:
| Nombre                         | Lanzamiento |
| ------------------------------ | ----------- |
| Adventure Inlay                |             |
| Adventure Inlay Safari Edition |             |
| Blackjack                      |             |
| Bounce Out!                    |             |
| Bounce Out Blitz!              |             |
| Discovery Inlay                |             |
| Discovery Inlay Safari Edition |             |
| Gem Drop                       |             |
| Glinx                          |             |
| Glinx 2                        |             |
| Incredible Ink                 |             |
| Incredible Ink 2               |             |
| Jigsaw                         |             |
| Magic Inlay                    |             |
| Nisqually                      |             |
| Puzzle Inlay                   |             |
| Super Collapse!                |             |
| Super Collapse! II             |             |
| Super Collapse! II Platinum    |             |
| Super Collapse! 3              |             |
| Super Incredible Ink           |             |
| Super Incredible Ink 2         |             |
| TextTwist                      |             |
| WhatWord?                      |             |

### Juegos casuales
Para ver los juegos que GameHouse publica, ver: Lista de juegos casuales de GameHouse